# Flugplatz Dunsfold

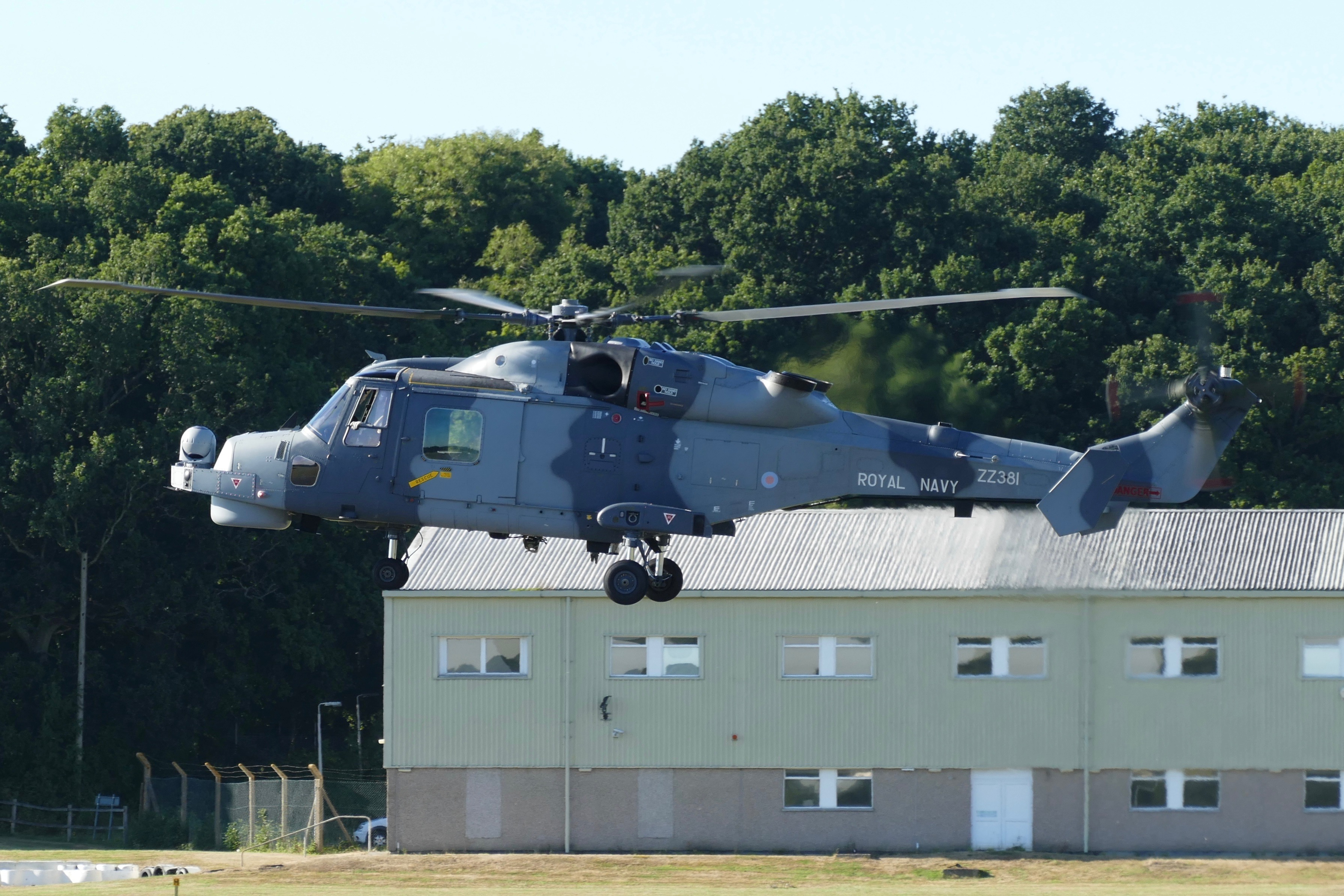
AgustaWestland AW159 der Royal Navy am Flugplatz Dunsfold (2016)

Der Flugplatz Dunsfold (ICAO-Code: EGTD) ist ein Flugplatz in England.
Der Flugplatz befindet sich beim Dorf Dunsfold. Er wurde von 1942 bis 1944 von der Canadian Army errichtet und diente danach bis 2002 dem Flugzeughersteller Hawker Aircraft, später in BAE Systems integriert.
Zwischen 2002 und 2020 wurden Teile des Flugplatzes für die Produktion des BBC Automagazin Top Gear genutzt. Der Hauptteil der regulären Episoden wurde vor Publikum in einem Hangar gefilmt. Große Teile des restlichen Flugplatzes wurden für die wechselnden Segmente der Sendung wie zum Beispiel Testfahrten und Rennen genutzt. Insbesondere wurde auf Teilen des Rollfeldes und der Startbahn der Top-Gear-Rundkurs eingerichtet, auf dem auch heute noch fahraktive Veranstaltungen stattfinden.

## Zwischenfälle
- Am 8. Dezember 1946 wurde eine Avro Lancastrian C.3 der britischen Skyways (Luftfahrzeugkennzeichen G-AHCA), die auf dem Flugplatz Dunsfold geparkt war, durch einen Brand vollständig zerstört. Personen kamen nicht zu Schaden.[2]